# معادله تافل
معادله تافل، (به انگلیسی: Tafel equation) ارتباط بین یک واکنش الکتروشیمیایی با اورپتانسیل را نشان می‌دهد. این معادله ابتدا به صورت تجربی بدست آمده و سپس از لحاظ نظری اثبات شد. معادله تافل به نام شیمی‌دان آلمانی ژولیوس تافل نامگذاری شده‌است.
معادله تافل برای تک‌الکترود به صورت زیر بیان می‌شود:
{\displaystyle \Delta V=A\times ln\left({\frac {i}{i_{0}}}\right)}
که در آن {\displaystyle \Delta V} اورپتانسیل ‏(V)‏، {\displaystyle A} شیب تافل ‏(V)‏، {\displaystyle i} دانسیته جریان (A/m2) و {\displaystyle i_{0}} دانسیته جریان تبادلی (A/m2) است.

## بیان دیگر
در صورتی که مقدار پلاریزاسیون آندی به حد کافی بزرگ باشد در این صورت می‌توان معادلهٔ بوتلر-ولمر را به صورت زیر ساده کرد:
{\displaystyle i_{net}=i_{0}exp[{\frac {\alpha nF\eta _{a}}{RT}}]}
که از بازآرایی آن به معادله تافل می‌رسیم:
{\displaystyle \eta _{a}=b_{a}log({\frac {i}{i_{0}}})}
که در آن {\displaystyle \eta } اورولتاژ و {\displaystyle b_{a}=2.3RT/\beta nF} شیب آندی تافل است. از این بیان معادله تافل می‌توان برای بدست آوردن نمودار اوانس استفاده کرد.

## کاربرد در خوردگی
در خوردگی، این معادله رابطه بین فراپتانسیل ({\displaystyle \eta }) و لگاریتم شدت جریان آندی و کاتدی را به صورت خطی بیان می‌کند:
{\displaystyle \eta =k_{a}+b_{a}logi}
{\displaystyle \eta =k_{c}+b_{c}logi}
که برای واکنش آندی {\displaystyle b_{a}=[{\frac {2.3RT}{\alpha nF}}]} و برای واکنش کاتدی {\displaystyle b_{c}=[{\frac {-2.3RT}{(1-\alpha )nF}}]} است.
اگر 0 = {\displaystyle \eta } باشد، تعادل برقرار است. هنگامی که 0 <{\displaystyle \eta } است (فراپتانسیل آندی)، شدت جریان آندی بزرگتر از کاتدی است و شدت جریان خالص آند (inet = ian - io ) خواهیم داشت ( {\displaystyle \eta =k_{a}+b_{a}} log inet )و برعکس.
در فراپتانسیل‌های بین 100 و 100- میلی‌ولت، نمی‌توان از شدت جربان آندی و کاتدی در برابر یکدیگر چشم پوشید بنابراین رفتار غیرخطی است، اما در فراتر ازین پتانسیل‌ها رفتار خطی است. (شکل‌های اینجا را ببینید بایگانی‌شده  در ۱ مه ۲۰۱۳ توسط Wayback Machine)